# Jaír Lapid
Jaír Lapid (héberül יאיר לפיד; angolos átírással: Yair Lapid) (Tel-Aviv, 1963. november 5. –) a Jes Atid liberális párt izraeli politikusa, újságíró, író, egykori színész. 2013 és 2014 között Izrael pénzügyminisztere volt. 2021. június 13 és 2022. június 30. között miniszterelnök-helyettes és külügyminiszter a Bennet-Lapid-kabinetben.
A Kneszet 2022. június végén történő feloszlatása után 2022. július 1-jén letette az izraeli miniszterelnöki esküt.

## Életrajz
Jair Lapid Shulamit Lapid izraeli írónő, újságírónő, a Shinui volt politikusa és Josef "Tommy" Lapid izraeli igazságügyi miniszter fia. Apai ágról vajdasági magyar zsidóktól származik.

## Újságíróként
Lapid újságírói pályafutása során a Maariv című újságba írt, amelynek anyai nagyapja társalapítója volt, valamint a Jedi’ot Acharonot napilapba, és elsősorban az izraeli televízió műsorvezetőjeként vált ismertté.
Ezen kívül verseket, dalokat, könyveket és színdarabokat írt és színészként dolgozott. 2008 januárjában átvette az Ulpan Shishi heti hírműsor moderátori szerepkörét, amely az Arutz 2 magántelevíziós csatorna "zászlóshajója".

## Politikusként
Négy évvel később, 2012. január 8-án bejelentette, hogy visszavonul a televíziós csatornától. Ahogy apja tette azt, hogy a politikusi pályát választotta, ő is izraeli politikai pályára lépett. Azzal, hogy bejelentette, hogy politikai pályára, megelőzte, hogy a Kneszetben elfogadjanak egy – állítólag rá szabott – törvényjavaslatot, amely szerint az újságíróknak hat hónaptól egy évig várniuk kell a választási tisztségre való indulással.
Régebben Lapid pl. az új alkotmány elfogadását, a választási törvény megváltoztatását, a katonai kiadások csökkentését, a Golán-fennsík Szíriának való visszaadását és a Ciszjordániából való nagyarányú kivonulást követelte.
Várható volt, hogy Jair Lapid megalapítja saját centrista pártját, melyet az első közvélemény-kutatások 15-20 mandátumra becsültek a Kneszetben – főként a Kadima párt rovására. 2012. május 3-án Jair Lapid kérvényezte az illetékes hatóságnál, hogy pártját vegyék fel a következő kneszetválasztásokon induló pártok listájára. Az új liberális párt neve Van Jövő (Yesh Atid) (יש עתיד) volt. A pártprogram fókuszában többek között az oktatás, a lakhatás és az egészségügy reformjai álltak. Továbbá az ultraortodox haredi zsidók egyetemes hadkötelezettségét tervezték.
A Van Jövő párt 19 mandátumot szerzett a kneszetválasztásokon 2013. január 22-én, és ezzel második lett. 2013 márciusában Lapid pénzügyminiszter lett. Annak ellenére, hogy ígérete szerint egy társadalmilag igazságosabb társadalomért dolgozik, az általa előterjesztett 2013/2014-es költségvetésben különböző területeken csökkentések és adóemelések is szerepeltek, ami különösen a középosztályt és az alacsonyabb jövedelműeket érintette. Egy kormányválság után 2014. december 2-án Benjámín Netanjáhú miniszterelnök eltávolította hivatalából.
A 2015. március 17-i kneszetválasztásokon Lapid pártja, a Van Jövő párt körülbelül 5,5 százalékpontot veszített, így csak 11 mandátuma volt; ő maga viszont megtartotta mandátumát. Ezt követően az ellenzéki szerepkörbe visszaszorult pártja visszanyerte a választók tetszését és a következő választásokon a Likud blokk kihívójának tekintették a legtöbb mandátumért folyó versenyben.
A 2021-es, két éven belül negyedik izraeli parlamenti választás után az egyik politikai táborban ismét nem volt többség. A Van Jövő párt azonban a második legerősebb pártként került ki a választásból. 2021 júniusában Lapid azt mondta Reuvén Rivlin leköszönő izraeli elnöknek, hogy nyolcpárti kormányt akar alakítani, amelyben a választásokon legerősebb pártként fellépő Likud nem képviselteti magát. Lapid megállapodott Naftali Bennettel, a nemzeti konzervatív Új Jobboldal párt vezetőjével, hogy Bennett 2023 augusztusáig töltse be a miniszterelnöki posztot, majd adja át a posztot Lapidnak. Az új kabinetet június 13-án fogadta el a parlament 60 szavazattal 59 ellenében.
2021. június 13-án Bennett letette az esküt Izrael új miniszterelnökeként. Lapid miniszterelnök-helyettes és külügyminiszter volt a Bennett-Lapid kabinetben.
A Kneszet 2022. június 30-i feloszlatását követően 2022. július 1-jén kinevezték Izrael ideiglenes miniszterelnökévé; elődje, Bennett miniszterelnök-helyettes lett. Lapid a 2022. novemberi választások után várhatóan betölti a miniszterelnöki posztot az új kormány megalakulásáig.

## Magyarul megjelent művei
- Jaír Lapid: Síron túli emlékeim. Tomi Lapid története. Múlt és Jövő, Budapest, 2012, ford. Popper Miriam. ISBN 9789639512726

## Fordítás
- Ez a szócikk részben vagy egészben  a   Jair Lapid című német Wikipédia-szócikk ezen változatának fordításán alapul.  Az eredeti cikk szerkesztőit annak laptörténete sorolja fel. Ez a jelzés csupán a megfogalmazás eredetét és a szerzői jogokat jelzi, nem szolgál a cikkben szereplő információk forrásmegjelöléseként.